# Беренгария Наваррская
Беренгария (исп. Berenguela, фр. Bérengère; 1165/1170, Памплона, Королевство Наварра — 23 декабря 1230, Ле-Ман, Франция). Жена короля Англии Ричарда Львиное Сердце.

## Происхождение и ранняя жизнь
Беренгария была старшей дочерью короля Санчо VI Мудрого и Санчи Кастильской, дочери короля Кастилии и Леона Альфонсо VII и Беренгелы Барселонской.
Как и о многих королевах Средневековья, о Беренгарии известно очень мало, потому как хронисты уделяли им мало внимания.
Из-за близости Наварры к югу Франции принцесса воспитывалась и росла скорее в атмосфере прованской культуры, нежели испанской. О её внешности из описаний средневековых авторов известно, что она имела темные глаза и волосы, и была красивой, что, однако, является стандартным описанием внешности королевских дочерей в то время. Английский хронист Ричард из Девайзеса писал, что она была более умной, нежели красивой. Как многие аристократки того времени она писала стихи, занималась музыкой и шитьем. Со своим будущим мужем, Ричардом Львиное Сердце (в то время ещё графом Пуату), Беренгария познакомилась примерно в 1180 году на турнире в Памплоне, куда Ричарда пригласил её брат, Санчо VII.
В 1195 году Беренгария получила от своего отца в наследство Монреаль.

## Подготовка к свадьбе
В 1190 году, через год после своей коронации Ричард начинает переговоры о свадьбе с Беренгарией. Для этого он посылает свою, тогда уже 70-летнюю мать, Алиенору Аквитанскую, в Наварру; сам он в это время был занят Третьим крестовым походом, который он предпринял вместе с королём Франции Филиппом Августом. Также в сентябре 1190 года он плывет на Сицилию, чтобы освободить свою сестру, Джоанну Английскую, захваченную в плен Танкредом, королем Сицилии.
В это время Алиенора лично переправляется через Пиренеи в Наварру (по другой версии, посылает делегацию), чтобы заключить с Санчо VI брачный договор о свадьбе Ричарда и Беренгарии. Алиенора Аквитанская сама планировала этот брак (так же существует версия, что на брак её уговорил сам Ричард). Благодаря союзу с Наваррой можно было обезопасить южные границы Аквитании. Двор Наварры согласился на брак. Невеста получила в приданое от своего отца стратегически важную для Аквитании крепость Сант-Жан-Пье-ди-Порт и Рокобрун, а также получила в качестве подарка от будущего мужа часть Гаскони, что лежит ниже реки Гаронна.
Эскорт Алиеноры Аквитанской доставил Беренгарию через Альпы в Италию. В феврале 1191 года обе женщины прибывают в Неаполь. Но перед тем, как жениться на Беренгарии, следовало учесть, что Ричард с 1168 года помолвлен с Аделью Французской, сестрой короля Франции Филиппа II Августа, и необходимо было сначала разорвать эту помолвку. На этой почве заново возник конфликт с Капетингами и с Филиппом, который заново, но тщетно требовал брака Ричарда и Адель.
По словам английского хрониста Роджера Ховеденского, Филипп Август предпринял такой ход: он отправил герцога Бургундского (вероятно, Гуго III) к королю Танкреду, с целью убедить его, что прибытие королевы Алиеноры в Италию — часть плана Ричарда по захвату Сицилии. Танкред поверил в это и в феврале 1191 года не разрешил Алиеноре и Беренгарии приехать в Мессину, объяснив это тем, что у них слишком большой эскорт. Обе королевские особы были вынуждены остановиться в Бриндизи. Ричарду пришлось лично объясняться с Танкредом. Главной причиной невозможности женитьбы на Адель Ричард выставлял тот факт, что Адель раньше состояла в любовной связи с его отцом, Генрихом II.
По словам французского хрониста Ригора из Сен-Дени, после встречи Филиппа и Ричарда в середине марта 1191 года король Франции поставил условие: либо Ричард покидает Сицилию до прибытия Беренгарии и отправляется в крестовый поход, либо остается и женится на Адель. Ричард отверг эти претензии.
В конце концов, Капетинги оставили Ричарда в покое, позволив жениться на той, на ком он захочет. 30 марта 1191 года Филипп Август покинул Сицилию в направлении Тира в тот самый день, когда Алиенора и Беренгария прибыли в Мессину на корабле, который послал за ними Ричард в Реджо-нель-Эмилия. Но начался Великий пост, что делало венчание Ричарда и Беренгарии невозможным; было решено, что Беренгария присоединится к Ричарду в крестовом походе, и они сочетаются браком позже.

## Свадьба во время Крестового похода

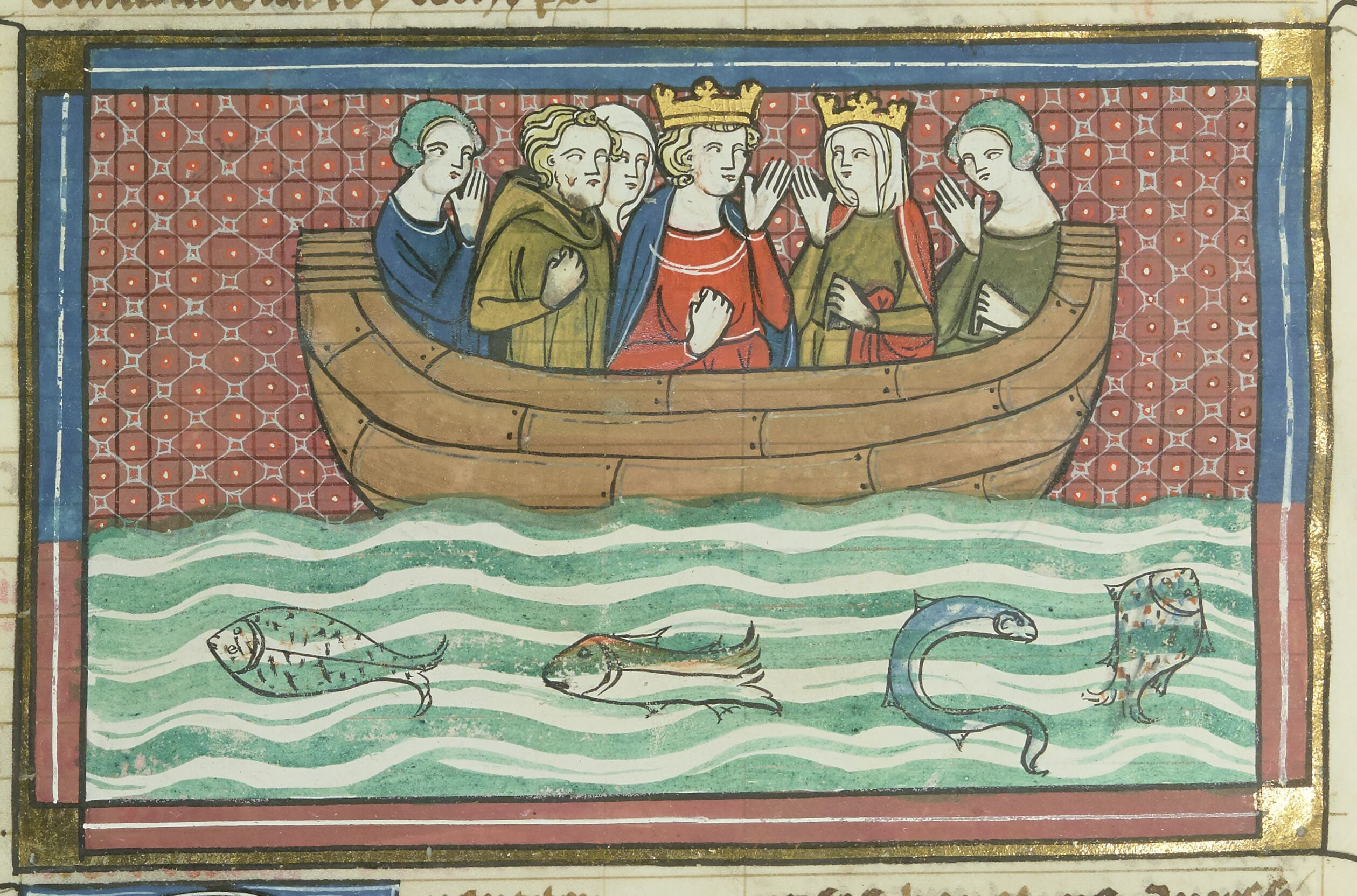
Ричард и Беренгария на пути из Кипра в Святую Землю (1337)

Флот Ричарда отплыл из Мессины 10 апреля 1191 года. Так как Беренгария и Ричард были ещё не женаты, невесту разместили на другом корабле в королевских апартаментах. Корабль, на котором плыла Беренгария и сестра Ричарда Джоанна Английская, был более медленным, но зато надежнее и внушительнее по размерам. Во время долгого плаванья ровесницы Беренгария и Джоанна стали близкими подругами на всю жизнь. Им был предоставлен эскорт в виде двух кораблей под командованием Роберта Торнхема (Robert of Thornham), так как Ричард не мог позволить, чтобы их поймали из-за очень медленной скорости их передвижения.
Корабли плыли в направлении к Святой земле, когда 12 апреля 1191 года они попали в шторм. Эскорт вместе с королевской сестрой и невестой был отброшен к берегам Кипра, где 24 апреля корабли разбились у берегов Лимасола. Выжившие были захвачены в плен и подверглись разграблению. Однако вскоре смогли самостоятельно освободиться и оборонялись около разбитых кораблей вплоть до прихода Ричарда. Император Кипра Исаак Комнин приглашал Беренгарию и Джоанну к себе в Лимасол. Они отвергли предложение из опасений быть захваченными в плен, объяснив свой отказ запретом Ричарда покидать корабль без его разрешения. Хронист Эрноу сообщает, что в конце концов Исаак Комнин силой захватил королевских дам в плен.
Помощь Ричарда подоспела вовремя. 17 апреля он прибыл на Крит, 22 апреля переправился на Родос, где оставался до 1 мая. Наконец, 6 мая 1191 года Ричард захватил Кипр и вошёл в Лимасол, а позже взял в плен сбежавшего на Карпас Исаака Комнина.
В воскресенье 12 мая 1191 года в местной часовне Сент-Джордж капеллан Николас (впоследствии епископ Ле-Мана в 1214—1216 годах) обвенчал Беренгарию Наваррскую и Ричарда Львиное Сердце. По этому случаю невеста надела белое платье, её волосы закрывало белое покрывало. Епископ Жан де Эврё короновал её и назвал королевой Англии.

## Королева Англии. Скитания по Европе

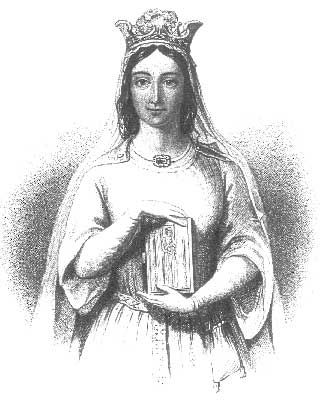
Беренгария Наваррская в представлении современного художника

О дальнейшей роли Беренгарии в ходе крестового похода известно очень мало. Во всяком случае своего мужа она видела крайне редко. Судьба и война постоянно разлучали их.
1 июня 1191 года она отплыла вместе с Джоанной Английской в Акру. Её супруг прибыл позже: 5 июня флот Ричарда достиг Фамагусты, 8 июня расположился лагерем перед Акрой. Беренгария присутствовала при осаде Акры и при дележе побежденного города между французами и англичанами. Всего несколько дней Ричард и Беренгария провели вместе в королевском дворце в Акре. Ричард 22 июня отправился дальше воевать с Салах ад-Дином, а его супруга оставалась в Акре с Джоанной Английской вплоть до сентября 1191 года, затем они переехали в Яффу, а пред рождеством — в Латрун.
После неудачного завершения 3-го Крестового похода и заключения с Салах ад-Дином мирного договора Беренгария и Джоанна 29 сентября 1192 года отплыли в Западную Европу. В отличие от Ричарда, захваченного в плен по приказу герцога Австрии Леопольда V, благополучно достигли Бриндизи и далее — Рима. Они получили приглашение от папы римского Целестина III и оставались в течение 6 месяцев в Риме из страха перед германским императором Генрихом VI. Позже они попросили папу предоставить им эскорт для путешествия во Францию. Один кардинал провез их через Пизу и Геную в Марсель, откуда сначала вместе со своим дядей, королём Арагона Альфонсо II, а после с Раймундом V, графом Тулузы добралась до Пуату к середине 1193 года.
Беренгария продолжала жить одна и после освобождения Ричарда из плена в 1194 году. Причины игнорирования её Ричардом остались неизвестными. Некоторые историки считают причиной такого поведения возможное бесплодие Беренгарии. Тем не менее она продолжала жить в тени королевы-матери, Алиеноры Аквитанской, не принимая никакого участия в управлении Англией, в которой Ричард вовсе не появлялся.
5 апреля 1195 года Беренгария приезжает в Ле-Ман, где вместе с супругом проводит Рождество 1195 года. Виделись ли супруги впоследствии — в достоверности неизвестно. Также неизвестно, был ли их брак осуществлён — детей у них не было. Беренгария также не присутствовала при осаде Шалу, когда её муж умирал на руках своей 77-летней матери, Алиеноры Аквитанской. Не сохранилось никаких письменных источников, повествующих о том, как она встретила новость о смерти Ричарда.

## Вдовство и смерть

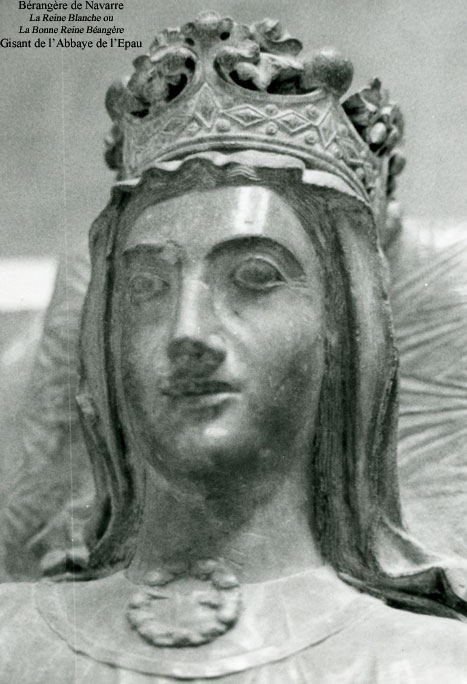
Надгробная статуя Беренгарии Наваррской в аббатстве Эпо, в Ле-Мане

Королевой Англии Беренгария была лишь формально и никогда не ступала на английскую землю. Сам Ричард на протяжении их брака пробыл в Англии не дольше 6 месяцев. Часто можно встретить такие слова, в прямом и переносном смысле относящиеся к Беренгарии: «Единственная Английская королева, не ступавшая ногой на английскую землю». Хотя существуют предположения, что она могла впоследствии приезжать в Англию, уже в статусе вдовы.
Беренгария не выходила замуж вторично. После гибел в 1199 году своего венценосного супруга она упорно добивалась выплаты содержания, которое ей полагалось как вдовствующей королеве. Неоднократно она отправляла посланников к новому королю Англии, брату Ричарда Иоанну Безземельному, с требованием выплатить ей долги, но король оставался глух к её требованиям. Наконец, находясь под давлением папы Иннокентия III, Иоанн встретился с Беренгарией в 1201 году в Шиноне и пообещал отдать ей город Байё в Северной Франции, две крепости в Анжу и выплачивать ежегодное пособие в 1000 марок, но обещание своё не сдержал.
1 апреля 1204 года умирает королева-мать Алиенора Аквитанская, её приданое — Аквитания — должна была отойти Беренгарии. Но французский король Филипп Август отдал ей вместо этого Ле-Ман и обширные прилегающие территории, после чего она отказалась от своих притязаний. С этого момента она большую часть времени жила в Ле-Мане. Папа Иннокентий поддерживал её права на деньги от английской короны. В связи с этим вопросом он написал много писем Иоанну Безземельному, а в 1208 году наложил на него за отказ интердикт. Наконец, в 1215 году они пришли к соглашению, но когда через год Иоанн умер, оказалось, что он должен Беренгарии около 4 000 фунтов. Сын умершего короля, 9-летний Генрих III и новое правительство выплатили долг, и с 1217 года Беренгария начала получать своё законное содержание.
Беренгария развивала Ле-Ман в основном благодаря поддержке духовенства и церкви. В 1226 году она стала сонаследницей имения своего дальнего родственника, Вильгельма, епископа Шалона. В 1228 году недалеко от Ле-Мана основала аббатство Эпо, в котором и была похоронена после смерти 23 декабря 1230 года.

## Образ в художественной литературе
- «Беренгария: В поисках королевы Ричарда Львиное Сердце», Энн Триндейд, 1999 (Ann Trindade, Berengaria: In Search of Richard’s Queen (ISBN 1-85182-434-0))
- The Passionate Brood by Margaret Campbell Barnes
- «Сердце Льва», автор Джейн Плейди
- «Королева без страны», Рэйчел Бард (Queen Without a Country by Rachel Bard)
- «Господь мой брат Львиное Сердце», Молли Костейн Хайкрафт (My Lord Brother the Lionheart by Molly Costain Haycraft)
- «Щит трех львов и золотое поле», Памела Кауфман (Shield of Three Lions and Banners of Gold, by Pamela Kaufman)
- «Лютнист», Нора Лофтс (The Lute Player by Norah Lofts) — В России эта книга была издана под названием «Разбитые сердца» и авторством Бертрис Смолл.
- «Стандарт чести», Джек Уайт (Standard of Honor by Jack Whyte)
- «Вирд», Сью Гуд (Wyrd by Sue Gough)
- «Талисман», Вальтер Скотт (The Talisman by Sir Walter Scott)
- «Победа шпор», Г. А. Хенти (Winning His Spurs by G. A. Henty)
- «Валентина», Ферн Михаэльс (Valentina by Fern Michaels)
- «Королевская ведьма», Сисилия Холланд (The Queen’s Witch by Cecelia Holland)
- «Львиное сердце Шарона», Кай Пенман (Lionheart by Sharon Kay Penman)
- «Локсли», Николас Чейз (Locksley by Nicholas Chase)
- «Вестники времен» Мартьянов Андрей (Heralds of the times by Martjanov Andrej)
- «Венецианский купец» Дмитрий Распопов
- «Крестоносец», Бен Кейн.

## Образ в кино
- Ричард Львиное Сердце / Richard the Lion-Hearted (США, 1923), режиссёр Честер Уитей, в роли Беренгарии — Кэтлин Клиффорд.
- Ричард Львиное Сердце / King Richard and the Crusaders (США, 1954), режиссёр Дэвид Батлер, в роли королевы Беренгарии — Пола Рэймонд.
- фильм «Крестовые походы» (1935) в роли Беренгарии Лоретта Янг.
- Ричард Львиное Сердце (Россия, 1992), режиссёр Вера Кушнарёва, в роли Беренгарии Светлана Аманова.